# Такесі Фудзі
Пол Такесі Фудзі (англ. Paul Takeshi Fuji, яп. 藤猛; 6 липня 1940, Гонолулу) — американський професійний бокс японського походження, виступав в період 1964—1970 років. Чемпіон світу за версіями ВБС та ВБА (1967—1968) в першій напівсередній вазі. Був чемпіоном Японії, чемпіоном Східно-тихоокеанського регіону (OPBF). Також відомий як тренер з боксу.

## Біографія
Такесі Фудзі народився 6 липня 1940 року в місті Гонолулу на Гавайських островах у родині емігрантів з Японії третього покоління. Дитинство провів у США, де з юних років активно займався боксом. Вигравав національні турніри «Золоті рукавички» у Каліфорнії та Неваді, всього в аматорах провів 132 бої, з них 116 разів виграв, 16 разів програв. У підлітковому віці переїхав на історичну батьківщину, де став відвідувати боксерську залу, що належала відомому рестлеру Рікідодзану.
На професійному рівні Фудзі дебютував у квітні 1964 року в Японії. Свого першого суперника Мінору Гото переміг нокаутом уже у другому раунді. Протягом наступних місяців провів дев'ять вдалих поєдинків. 18 червня 1965 року завоював вакантний титул чемпіона Японії у першій напівсередній вазі — інший претендент на це звання, представник Токіо Накао Сасадзакі, був нокаутований через 45 секунд після початку бою. Того ж року Фудзі зазнав першої в кар'єрі поразки, одностайним рішенням суддів від американця Джонні Сантоса, а ще через рік відбувся другий програш нокаутом у шостому раунді від філіппінця Фела Педранца.
Незважаючи на дві поразки, більшість своїх боїв Фудзі все ж таки вигравав, причому його суперниками були не найслабші бійці. Він зберіг за собою звання чемпіона Японії, в 1966 захистив його і виграв чемпіонський пояс Східно-тихоокеанської боксерської федерації (цей пояс захистив теж один раз). Піднявшись високо у світових рейтингах, 1967 року отримав шанс поборотися за титул чемпіона світу у першій напівсередній ваговій категорії за версіями Всесвітньої боксерської ради (ВБС) та Всесвітньої боксерської асоціації (ВБА). 30 квітня 1967 року чинний чемпіон італієць Сандро Лопополо протримався на ногах лише один раунд, а в другому опинився у важкому нокауті.
Здобувши в наступних боях п'ять перемог, серед інших нокаутом над Віллі Кватуором в першому захисті, під час другого захисту, що пройшов 12 грудня 1968 року в Токіо, зазнав поразки від аргентинця Ніколіно Лочче — після десятого раунду кут чемпіона відмовився від подальшого продовження поєдинку.
Згодом Такесі Фудзі виходив на ринг ще протягом двох років, влітку 1970 мав битися з колишнім чемпіоном світу Едді Перкінсом, але буквально за кілька днів до початку матчу отримав серйозну травму, і Японська боксерська комісія заборонила йому брати участь у цьому бою. Таким чином Фудзі завершив кар'єру спортсмена. Загалом у професійному боксі він провів 38 боїв, із них 34 закінчив перемогою (у тому числі 29 достроково), три рази програв, в одному випадку було зафіксовано нічию. Після завершення спортивної кар'єри працював тренером в одному з боксерських залів міста Міто, префектура Ібаракі.